# Lernu!
A lernu! egy ingyenes, szabad hozzáférésű többnyelvű honlap, melynek célja az eszperantó nyelv tanulásához és terjesztéséhez való segítségnyújtás. Többféle tanfolyamot, tankönyvet, nyelvtani áttekintést, gyakorlatokat, nyelvi játékokat kínál a tanulni vágyóknak, eszperantó nyelvű szövegeket és médiát tartalmaz, valamint közösségi oldalként funkcionál. Az RSS-hírcsatornája az eszperantó világ főbb eseményeiről tájékoztat.

## Története
A honlap ötlete az Esperanto@Interreto (E@I) szervezet stockholmi, 2000. áprilisi szemináriumán született. Az ötletből Upszalában, a második E@I-szeminárium alatt lett konkrét terv. 2002 júliusában a projektet az Esperantic Studies Foundation alapítvány támogatta, így a honlapgyűjtemény már ezen év augusztusában elkészült. 2002 decemberében vált elérhetővé nyilvánosan az interneten, azóta az E@I, valamint önkéntes segítők gondozzák.

## Működése
A lernu!-gyűjteménynek többször jelent meg CD-kiadása. A 2004–2006-os alatt olyan tartalmakat is kiadott az E@I (többek közt zenéket, programokat és eszperantó-tanfolyamokat), amelyek eredetileg nem találhatóak meg a webhelyen. A legújabb változat jelenleg csak a világhálón érhető el, CD-n vagy DVD-n mindig csak késéssel jelenik meg.
A lernu! jelenleg kb. húsz nyelven áll rendelkezésre; a tanulók anyanyelvükön levelezhetnek nyelvi segítőikkel tanfolyamok kapcsán, vagy akár e nélkül is.
A lernu! további szolgáltatásokat és eszközöket is kínál: szótárak, a nyelvtan áttekintése, hangosan felolvasott elbeszélések képekkel, az eszperantó bemutatására, üzenetközvetítők, könyvtár könyvekkel, zene és filmek.
2006 közepéig a laptárnak több, mint 75 ezer látogatója volt, ez a szám biztosan növekszik. Minden hónapban több, mint ezer új felhasználó regisztrál. A legtöbb látogató Európából, Délkelet-Ázsiából és Amerikából jön. A látogatók több mint fele kezdő. Jelenleg a lernu! a legnagyobb és legnépszerűbb eszperantó-tanfolyamokat nyújtó hely a világhálón.